# Кузовлев, Сергей Юрьевич
Сергей Юрьевич Кузовлев (род. 7 января 1967, Мичуринск, РСФСР, СССР) — российский военачальник. Командующий войсками Московского военного округа с 15 мая 2024 года. На апрель 2023 года был командующим группировкой войск (сил) «Юг» Объединённой группировки российских войск, на сентябрь 2024 года — командующий группировкой  войск «Запад». Генерал-полковник (2021).

## Биография
Учился в школе № 21 города Мичуринск Тамбовской области с 1974 по 1984 годы.
В 1990 году окончил Рязанское высшее воздушно-десантное командное училище имени Ленинского комсомола (6-я рота). Командовал взводом и ротой в ВДВ. С 1997 по 1999 год проходил службу в Северо-Кавказском военном округе: начальник штаба батальона, командир десантно-штурмового батальона мотострелковой дивизии. Командовал 506-м гвардейским мотострелковым Познанским полком, участвовал в Первой и Второй чеченских войнах. Окончил Общевойсковую академию Вооружённых Сил РФ в 2005 году.
С 1 февраля 2005 по июль 2008 года командовал 15-й отдельной гвардейской мотострелковой Александрийской бригадой Приволжско-Уральского военного округа. В мае 2005 года ему было присвоено звание полковника. В 2008 году поступил в Военную академию Генерального штаба Вооружённых сил Российской Федерации, после её окончания в июле 2010 года назначен командиром 18-й отдельной гвардейской мотострелковой Евпаторийской бригады.

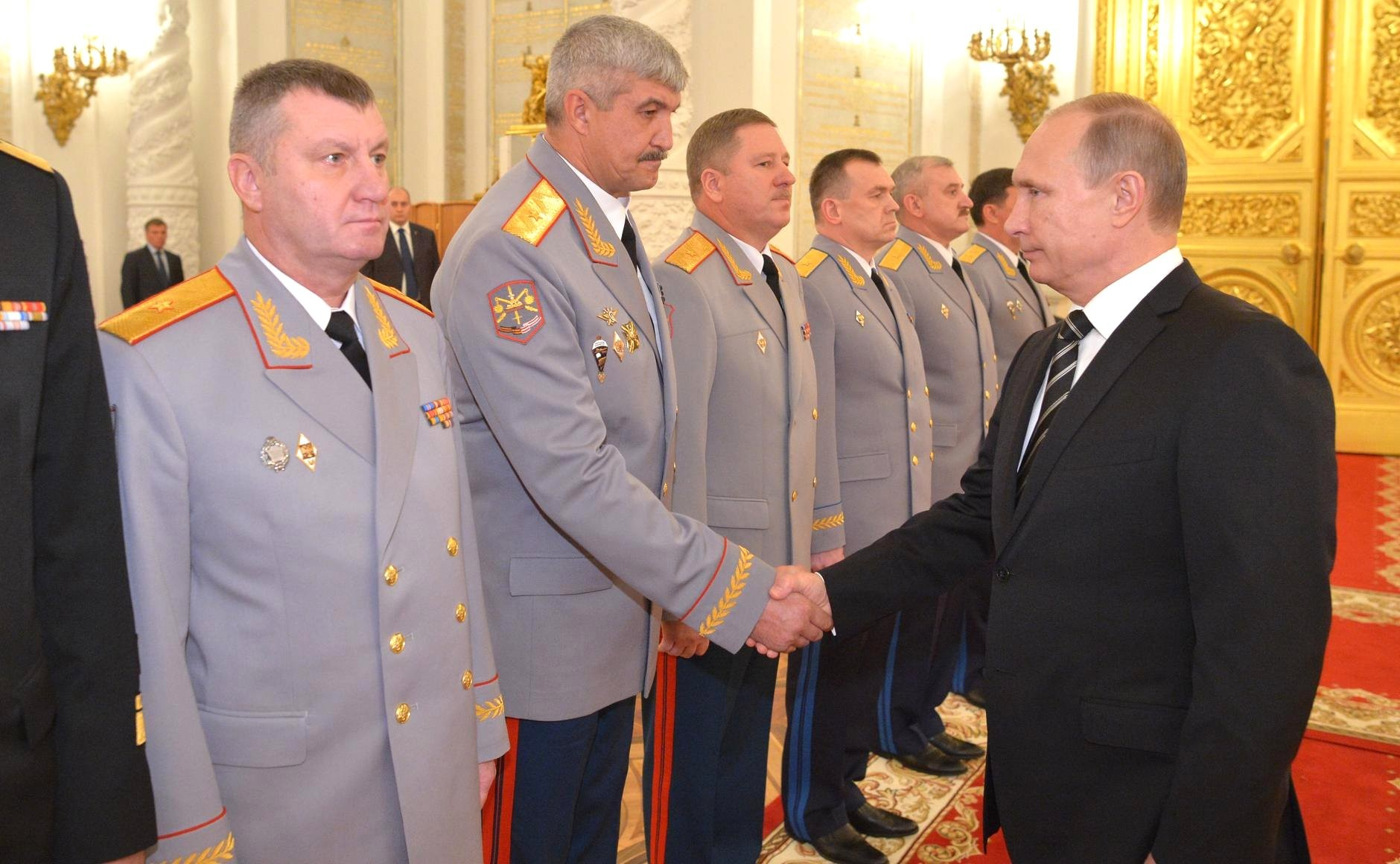
С Президентом России
Владимиром Путиным.
Москва, Кремль, 20 октября 2015 года

В 2012—2015 годах был начальником штаба — первым заместителем командующего 58-й общевойсковой армии Южного военного округа. 22 февраля 2015 года ему было присвоено воинское звание генерал-майор.
В конце августа 2015 года Служба безопасности Украины заявила, что С. Ю. Кузовлев осенью 2014 — зимой 2015 года руководил 2-м армейским корпусом российских войск в войне на востоке Украины. Российская сторона данное заявление отвергла.
С 4 июля 2015 по август 2016 года — командующий 20-й гвардейской общевойсковой армией Западного военного округа.

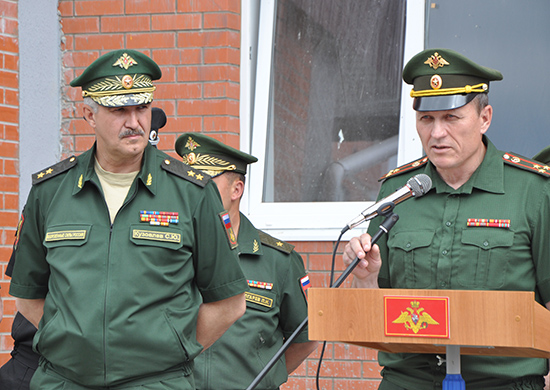
На церемонии вручения ключей от служебных квартир военнослужащим
8 Гв. А. Новочеркасск, 2017 год

С августа 2016 по январь 2017 года — командующий 58-й общевойсковой армией Южного военного округа.
В марте 2017 года назначен командующим недавно сформированной 8-й общевойсковой армией Южного военного округа. 10 июня 2017 года присвоено воинское звание «генерал-лейтенант». В феврале 2019 года назначен начальником штаба — первым заместителем командующего войсками Южного военного округа.
С ноября 2020 по февраль 2021 года — командующий Группировкой войск Вооружённых сил Российской Федерации в Сирийской Арабской Республике.
В июне 2021 — временно исполняющий обязанности командующего войсками Южного военного округа по должности.
18 февраля 2021 года присвоено воинское звание генерал-полковник.
С 13 декабря 2022 года — командующий войсками Западного военного округа. С 23 января 2023 года по  май 2024 года — командующий войсками Южного военного округа.
С 15 мая 2024 года — командующий войсками вновь созданного Московского военного округа.

## Санкции
16 февраля 2015 года попал под санкции Евросоюза как «бывший так называемый главнокомандующий народным ополчением "ЛНР"».
23 июня 2023 года, за поддержку действий, которые подрывают и угрожают территориальной целостности, суверенитету и независимости Украины, Кузовлев снова попал под санкции стран Евросоюза. Отмечается что под его командованием российские вооруженные силы, включая войска Южного военного округа, участвуют в нападении на Украину.
По аналогичным основаниям находится под санкциями Великобритании, Новой Зеландии, Канады, Украины и Австралии.

## Награды
- Орден Святого Георгия IV степени,
- Орден Александра Невского,
- Орден Кутузова,
- Орден «За военные заслуги»,
- Медаль ордена «За заслуги перед Отечеством» I степени с мечами (2011),
- Медаль ордена «За заслуги перед Отечеством» II степени,
- Медали СССР,
- Медали РФ.